# Léon Pineau
Pour les articles homonymes, voir Pineau.
Martial Léon Pineau est un historien de la littérature et un folkloriste français, né le 7 juillet 1861 à Moussac-sur-Vienne et mort le 26 septembre 1965 à Montmorillon. Il a été professeur de littérature étrangère avant de devenir recteur de l'académie de Poitiers, de mai 1914 jusqu'à sa retraite en 1933, puis brièvement maire de Montmorillon. Il est aujourd'hui surtout célèbre pour son travail de collecte des contes et légendes du Poitou.

## Biographie
Né à Moussac-sur-Vienne d'une famille d'agriculteurs poitevins tenant également une tuilerie, dernier des huit enfants de Jean Pineau et Marie Lidon, Léon Pineau a une enfance heureuse, aime se promener dans la campagne et écouter des contes pendant les veillées du village. Il est envoyé au petit pensionnat de Lussac-les-Châteaux, où il découvre la littérature. Il suit ses études secondaires à Poitiers, passe son baccalauréat et effectue un séjour en Allemagne pour parfaire sa maîtrise de la langue. Agrégé d'allemand en 1888, cela lui vaut de devenir professeur d'allemand et d'enseigner au lycée de Poitiers, au lycée de Laval, au lycée de Tours puis au lycée Saint-Louis à Paris.
Par la suite, Léon Pineau passe un doctorat de lettres avec mention très bien (1901), et devient professeur des universités à Lyon, puis à Clermont-Ferrand, où il est doyen. Il enseigne la littérature étrangère et publie des travaux sur divers folklores européens.
En 1896, il est chargé de missions au Danemark, Norvège et Suède.
En 1914, il est nommé recteur de l'académie de Poitiers et entreprend une expansion de l'université de la ville. En 1933, âgé de 72 ans, il prend sa retraite et part vivre à Montmorillon. Pendant la Seconde Guerre mondiale, le Gouvernement de Vichy ayant supprimé l'élection des maires, il est nommé à la tête de cette ville en 1941, en tant que notable et ancien recteur. Il y demeure jusqu'à sa mort le 26 septembre 1965 à l'âge de 104 ans.

### Vie privée
En 1886, il épouse Jeanne Bonni, avec laquelle il a cinq enfants. Ses trois fils Maurice, René et André meurent au front pendant la Première Guerre mondiale, tandis que ses filles Marguerite et Marcelle lui survivent.
- Marguerite (1887-1978), épouse de l'industriel Alfred Malblanc
- Maurice (1889-1917), officier de marine, mort pour la France[2]
- René (1890-1914)
- Marcelle (1892-1987), professeur de piano, directrice de l'Institut de musique de Poitiers
- André (1897-1918), sous-officier d'artillerie, mort pour la France.

## Hommages
Il existe une avenue du Recteur-Pineau à Poitiers et à Lussac les châteaux (86).

## Publications

### Folklore poitevin
- Contes littéraires du Poitou
- Folklore du Poitou
- Les Contes de Grand-Père

- Prix Lafontaine 1928 de l'Académie française
- Contes de l'aïeul

### Folklores et littératures d'Europe
- Folklore de Lesbos
- Romancero scandinave. Choix de vieux chants populaires du Danemark, de la Suède, de la Norvège, de l'Islande et des îles Féroë. Traduction en vers populaires assonants, Ernest Leroux, 1906
- Les vieux chants populaires scandinaves (Gamle nordiske folkeviser). Étude de littérature comparée.

- Prix Montyon 1898 de l'Académie française
- Évolution du roman en Allemagne au XIXe siècle

### Mémoires
- L'enfance heureuse d'un petit paysan, Delagrave, 3450

- Prix Montyon 1933 de l'Académie française
- Mon aventure
- L'éducation à la vie

## Récompenses et distinctions

### Décorations
- Commandeur de la Légion d'honneur (4 juillet 1961)[3]
- Commandeur de l'ordre des Palmes académiques (janvier 1959)
- Commandeur de l'ordre royal de l'Étoile polaire (Suède)
- Commandeur de l'ordre de Saint-Olaf (Norvege)
- Chevalier de l'ordre de Dannebrog (Danemark)
- Ordre royal de Saint-Sava de 1re classe (Yougoslavie)

### Prix
- Prix Montyon (1898 et 1933)
- Prix Lafontaine (1928)